# Kjøbenhavns Boldklub
Kjøbenhavns Boldklub (svenska: Köpenhamns bollklubb) är en fotbollsklubb i Köpenhamn (Frederiksberg). Kjøbenhavns Boldklub är den äldsta fotbollsklubben i kontinentaleuropa. Klubben blev dansk mästare 15 gånger.

## Historia
Föreningen grundades 28 april 1876 av Fredrik Levinson, August Nielsen, Carl Möller och E. Selmer.  Föreningen började med fotboll 1879 genom en första uppvisningsmatch 7 september 1879.
Poul "Tist" Nielsen, Danmarks meste landslagsmålskytt genom tiderna, började spela fotboll Kjøbenhavns Boldklub och spelade där under hela seniorkarriären. 
1992 slog Kjøbenhavns Boldklub och köpenhamnslaget B 1903 ihop sina A-lag och bildade då FC Köpenhamn. Fram till 2009 spelade FC Köpenhamns reservlag under namnet KB. Ungdomslagen är fortfarande skilda verksamheter. 
Kjøbenhavns Boldklub har även tennis och cricket på programmet.

## Meriter
- Danska mästare:
  - 1913, 1914, 1917, 1918, 1922, 1925, 1932, 1940, 1948, 1949, 1950, 1953, 1968, 1974, 1980

- Danska cupmästare: 1969